# جون ويستوود (لاعب كرة قدم)
جون ويستوود (بالإنجليزية: John Westwood)‏ (1886 بشفيلد في المملكة المتحدة - ) هو لاعب كرة قدم بريطاني (وحمل سابقاً جنسية المملكة المتحدة لبريطانيا العظمى وأيرلندا) في مركز الوسط. لعب مع نادي بريستول روفيرز ونادي غاينسبورو ترينيتي وRotherham Town F.C. (1899) ‏ ودنابي يونايتد.